# Brachychalcinus parnaibae
Brachychalcinus parnaibae är en fiskart som beskrevs av Reis, 1989. Brachychalcinus parnaibae ingår i släktet Brachychalcinus och familjen Characidae. Inga underarter finns listade.